# لکزینگتون (ایندیانا)
لکزینگتون (به انگلیسی: Lexington) یک منطقهٔ مسکونی در ایالات متحده آمریکا است که در شهرستان اسکات، ایندیانا واقع شده‌است. لکزینگتون ۱۹۲ متر بالاتر از سطح دریا واقع شده‌است.